# Rheda-Wiedenbrück
Rheda-Wiedenbrück é uma cidade da Alemanha localizado no distrito de Güterloh, região administrativa de Detmold, estado de Renânia do Norte-Vestfália.